# イオンモール春日部
イオンモール春日部（イオンモールかすかべ）は、埼玉県春日部市に所在するショッピングセンターである。2013年（平成25年）3月5日に開業した。

## 概要
イオン春日部店を核店舗、シネマコンプレックスのワーナー・マイカル・シネマズ春日部を準核店舗に、約180の専門店が入居して開業した。
埼玉県内のイオンモールブランドとしては8番目に開業した。
正面玄関上には、「春日部の大凧」をモチーフにした2つの大凧のディスプレイがある。

## 沿革
計画名は「ケーティーインセンスパーク

」で、株式会社ケーティーインセンスモール（株式会社金子不動産センターグループ）により、イオンモール側の「センターブロック」とビバホーム側の「ウエストブロック」で商業事業者の誘致・開発が進められた。「暮らしのアミューズメント施設」をコンセプトとし、開発の過程では「センターブロック」の２核１モール型ショッピング棟に加えて「ウエストブロック」にシネコン棟や産直センターや大型専門店を設ける構想、ショッピング棟とシネコン棟をブリッジで繋ぐ構想、アウトレット棟を加える構想があったが、開発地の形状が虫食い状態である事に加え、商業施設面積の縮小の影響もあり、現在の形に落ち着いた。なお、島忠側は範囲外であるため、この計画に「イーストブロック」は存在しない。
- 2013年（平成25年）3月5日 - 開業[2]。

## 主なテナント
イオン春日部店を核店舗、シネマコンプレックスのワーナー・マイカル・シネマズ春日部（現・イオンシネマ春日部）を準核店舗に、約180の専門店が入居して開業した。
この開業時の専門店のうち地元企業の出店は8店舗と5%未満であった。
開業時には、手芸・雑貨専門店の「パンドラハウス」やペット専門店の「イオンペット」など大人向け趣味にも対応した専門店を入居させることで、来店客の滞在時間を長めにしようとする店舗構成としていた。
出店している専門店全店の一覧・詳細情報は公式サイト「ショップリスト」を、営業時間およびATMを設置する金融機関の詳細は公式サイト「営業時間のご案内」を参照。

施設の紹介
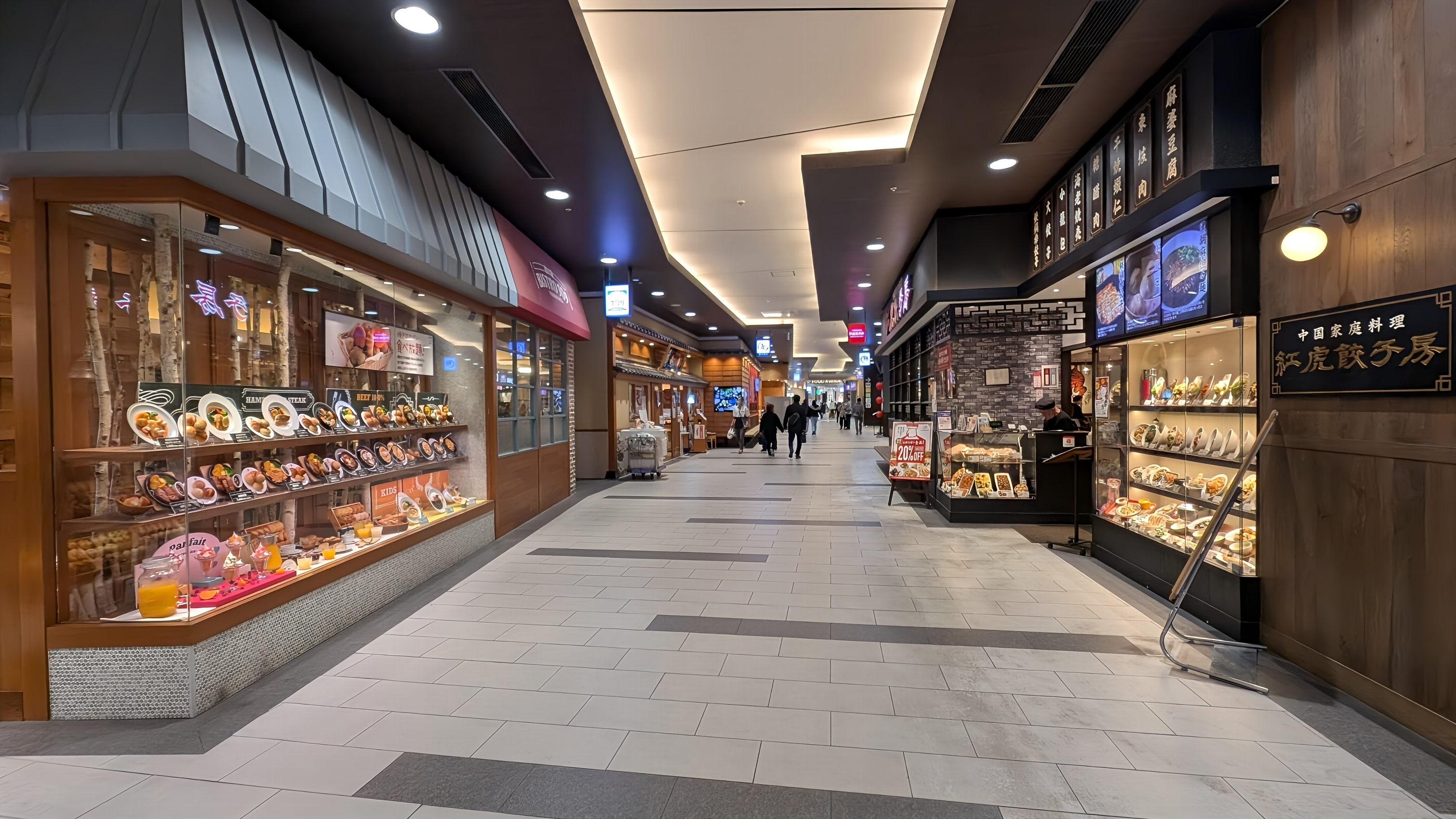
1F レストラン街
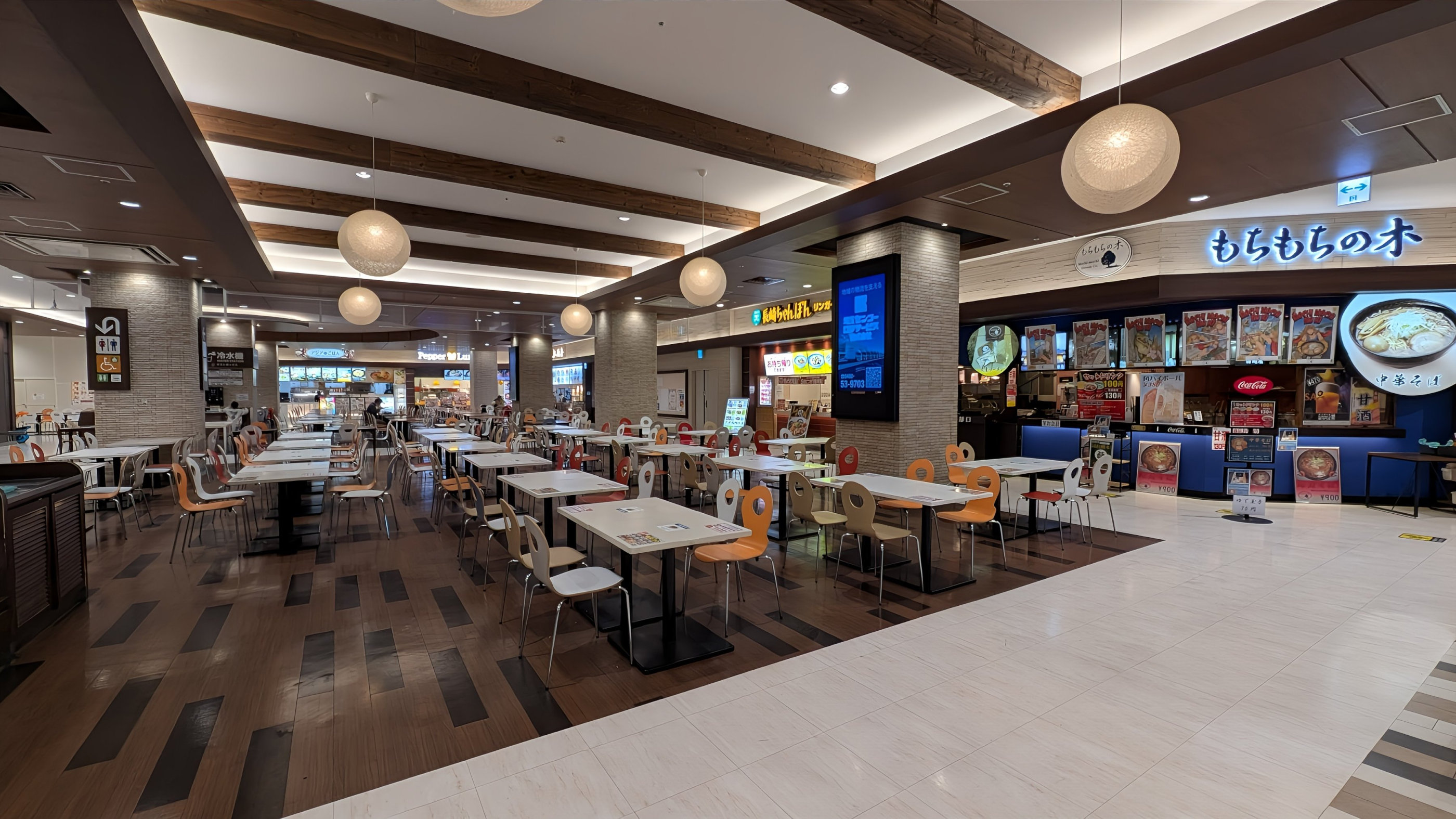
2F フードコート
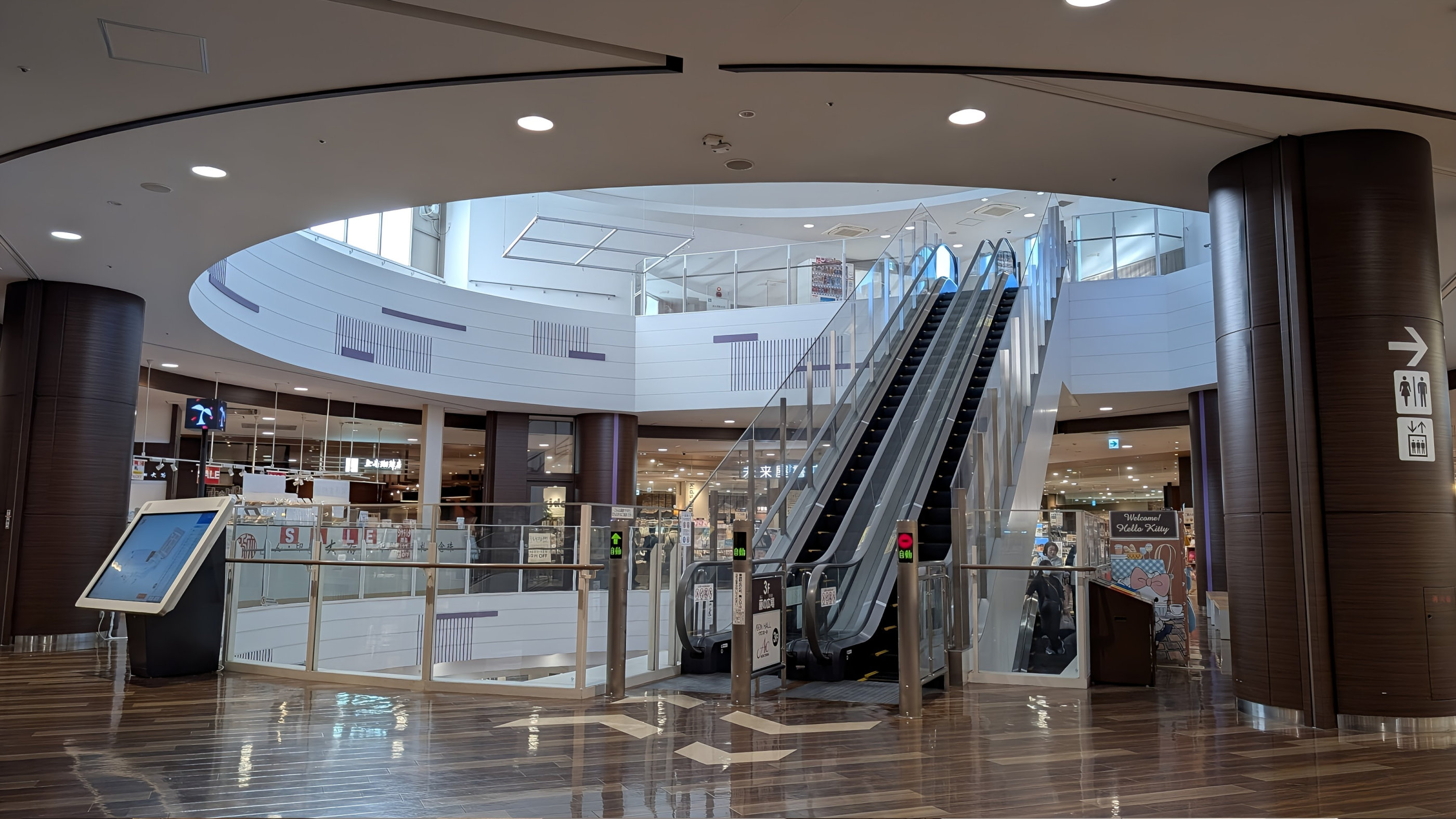
3F 藤の広場吹き抜け
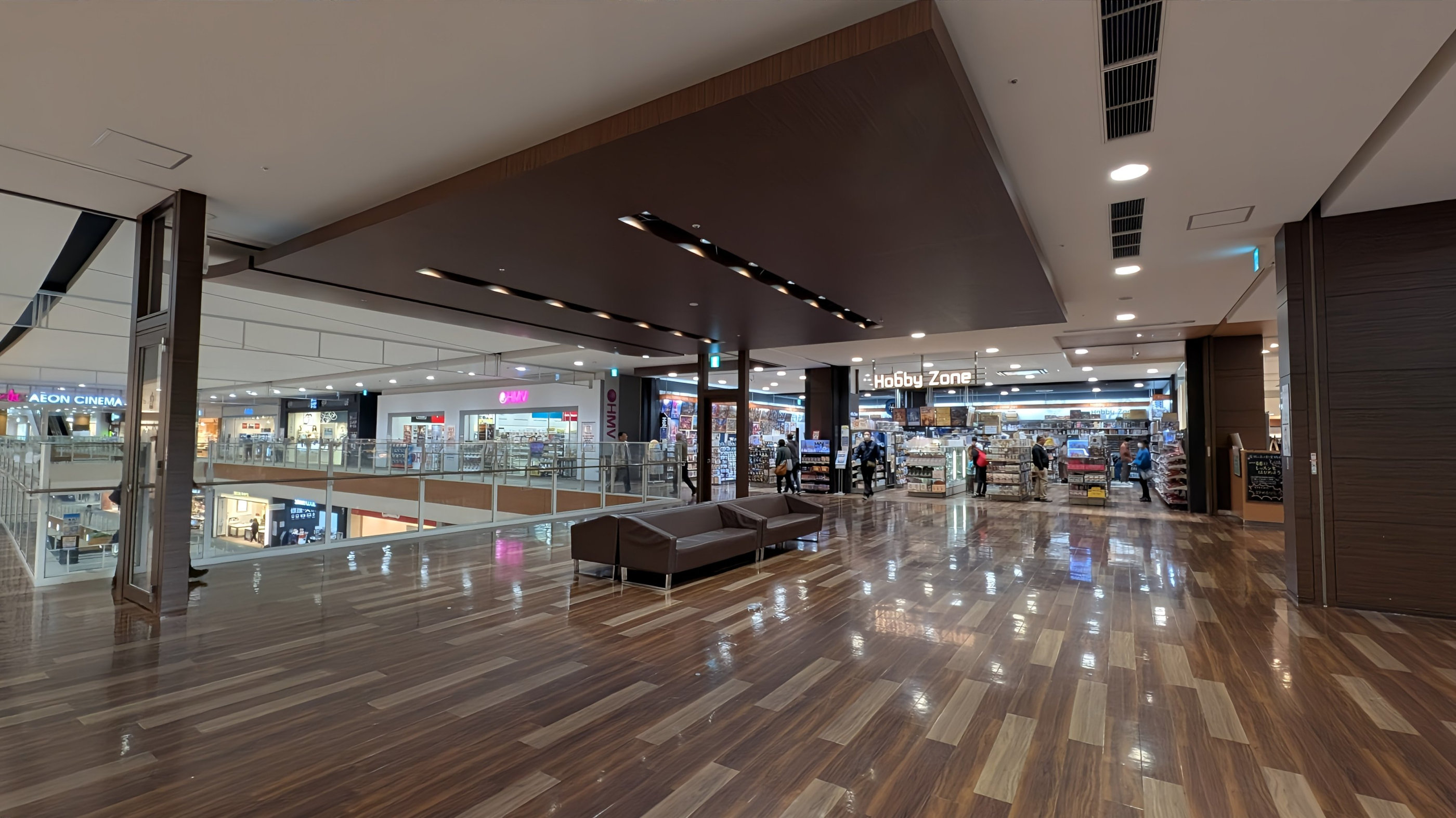
3F 南側通路
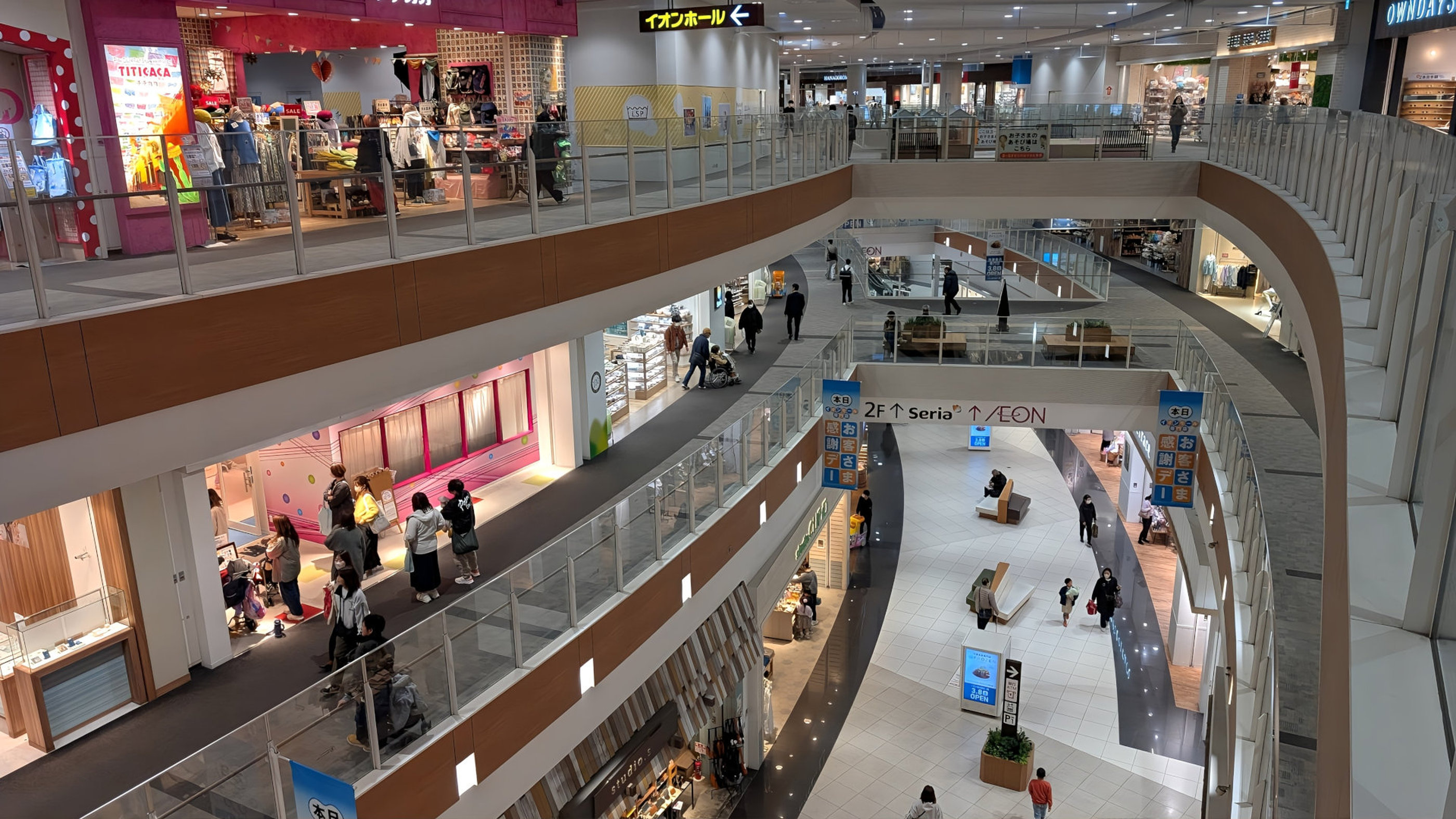
3F 北側通路
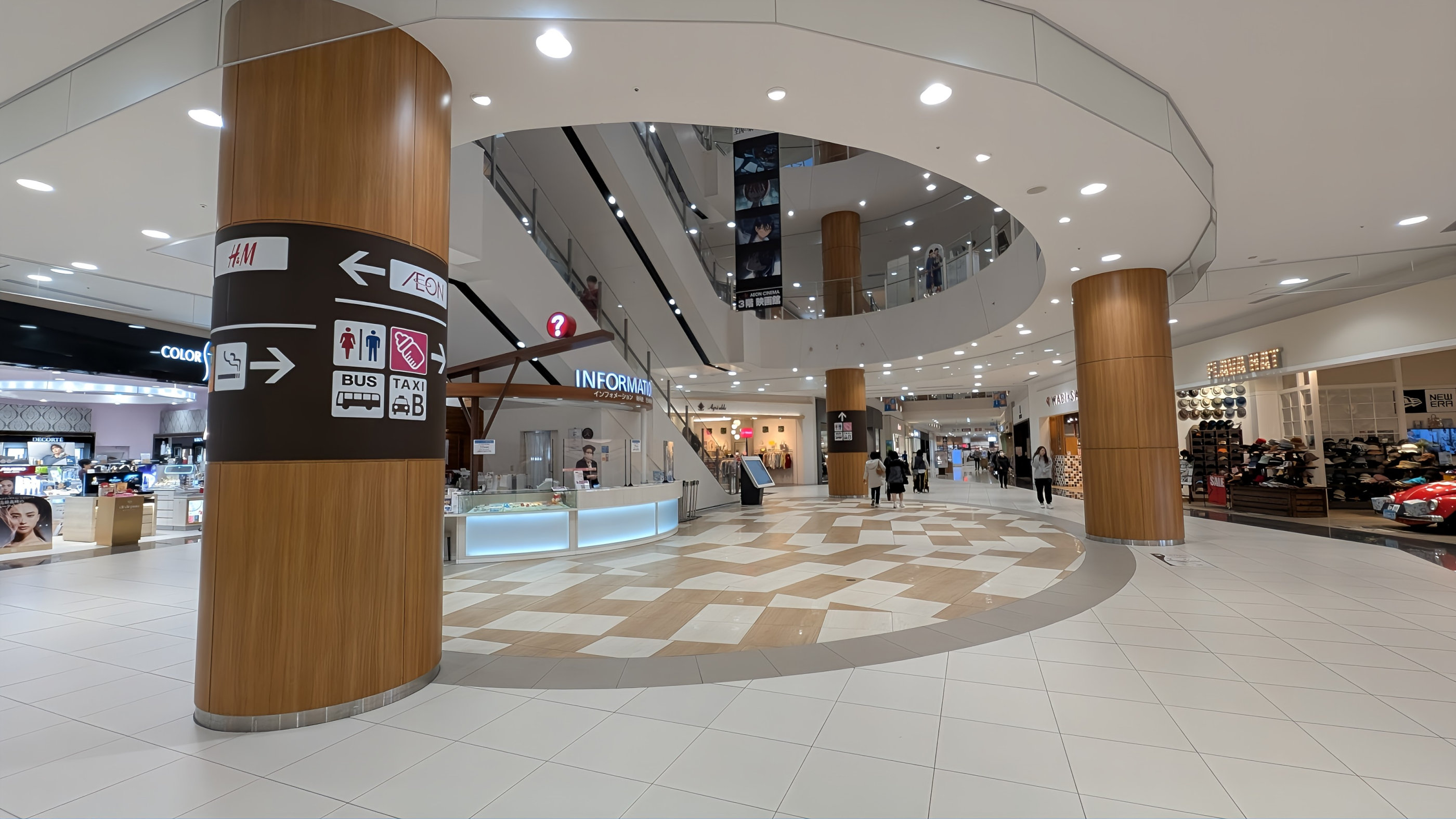
こもれび広場

### イオンシネマ春日部
イオンシネマ春日部（英語: AEON CINEMA KASUKABE）は、イオンモール春日部3階に所在するシネマコンプレックス。
イオンモール春日部開業と同時に「ワーナー・マイカル・シネマズ春日部」としてオープンした。ワーナー・マイカル・シネマズとしては、大高以来約3年ぶりの開業となり、国内の映画館で初めて映写室の無い、完全デジタル化劇場となった。
当劇場はワーナー・マイカル・シネマズとして最後に開業した施設でもあり、開業から約4ヶ月後の2013年（平成25年）7月1日に運営会社の「ワーナー・マイカル」が「イオンシネマズ」と合併して「イオンエンターテイメント」となるのに伴い、劇場名を「イオンシネマ」に変更した。

#### スクリーンリスト
出典：
| No. | 座席数 | 座席数 | 座席数 | 備考                                                |
| No. | 通常   | D-BOX  | 車椅子 | 備考                                                |
| --- | ------ | ------ | ------ | --------------------------------------------------- |
| 1   | 363    | 20     | 5      | ULTIRA、D-BOX、3D、ハイフレームレート対応スクリーン |
| 2   | 190    |        | 2      |                                                     |
| 3   | 97     |        | 2      |                                                     |
| 4   | 97     |        | 2      |                                                     |
| 5   | 302    |        | 2      |                                                     |
| 6   | 190    |        | 2      | 3D、ハイフレームレート対応スクリーン                |
| 7   | 174    | 12     | 2      | D-BOX、3D、ハイフレームレート対応スクリーン         |
| 8   | 146    |        | 2      |                                                     |
| 9   | 146    |        | 2      |                                                     |
| 10  | 146    |        | 2      | 3D、ハイフレームレート対応スクリーン                |

## 商圏
開業前、埼玉新聞によると基本商圏は久喜市から千葉県野田市までの自動車30分圏を見込んでいた。また春日部市平成24年3月定例会と6月定例会環境経済部長の意見によると当モールの出店により市内の購買力流出を食い止め、好影響を与えられると考えている。
2015年10月8日の埼玉新聞によれば当モールの影響により、春日部駅東口に所在する西武春日部店が開業前は2012年が140億円だったのに対し、2013年が113億円に落ち込みさらに2014年は108億円まで落ち込んでしまった。特にイオンモールが開業した2013年は対前年比27億円の大幅な減益を記録してしまった。当モールが開業した影響が大きいため、西武春日部店は2016年2月29日に閉店することを決定した。

## 隣接地
隣接地は新4号国道と国道16号と交差する、庄和インターチェンジに近く、産業集積地区として企業誘致が行われている。庄和インター周辺地区は2013年6月現在109.5ヘクタールを産業指定エリアとしており現在開発中を含め14件立地されている（周辺は物流倉庫や工場が立地）。なお2014年3月にスーパービバホームを核店舗にしたインセンスモール西ブロックが立地された。また周辺道路の拡幅整備も行われる予定である。